# We Can Work It Out
1965. december 3-án (az USA-ban december 6-án) jelent meg a Beatles We Can Work It Out című dala a We Can Work It Out/Day Tripper című kislemezen. (A lemez másik dala a Day Tripper volt.)
A zenekar történetében ez volt az első dupla A-oldalas kislemez, melynek mindkét dalát egyaránt slágernek szánták. A dal kiváló példája John Lennon és Paul McCartney együttműködésének, ami az 1963-as kislemezek megírása után egyre ritkább lett. A We Can Work It Out és az 1967-ben megjelent A Day in the Life a kivételek közé tartozik.

## Keletkezése
A zenét és szöveget McCartney írta, ami „talán személyes vonatkozású” és Jane Asherrel való kapcsolatára utal. McCartney ezután megmutatta a dalt Lennonnak, aki a refrének zenéjét és szövegét írta meg.
Az erkölcsi célzásokat figyelembe véve Lennon 16 ütemnyi refrénje McCartney „hízelgő optimizmusát” ellenpontozza. Ahogy Lennon 1980-as Playboy-interjújában mondta: „Paul azt írta, hogy 'Megoldhatjuk, megoldhatjuk' (We can work it out, we can work it out) – igazán optimista; én viszont türelmetlenül azt mondom: 'Az élet rövid, és nincs időd, hogy aggódj és harcolj, barátom' (Life is very short, and there's no time for fussing and fighting, my friend).” Ezek alapján több kritikus is túlértékelte McCartney optimizmusát, ám nem vették figyelembe az általa írt részek szókimondóságát („Addig beszéljek, míg nem lesz mit mondanom? – Do I have to keep on talking until I can't go on?”). Lennon refrénje McCartney konkrét valóságát b-mollos, filozofikusabb hangnemre váltja, melynek keringőszerű dallamát George Harrison javasolta. Ezután új versszak következik, ami talán a végeláthatatlan küzdelmet szimbolizálja. Ian MacDonald ezt írta: „Lennon futamai remekül illenek az Üdvhadsereg harmóniumához: elképzelhetetlen, hogy nem azon komponálta a dallamot a szerző. A verzékben alkalmazott pedálos crescendo viszont a stúdióban hozzáadott texturális alkotóelem – Beatles-lemezen ez az első ilyen, és már előre jelzi a következő nagylemez, a Revolver gazdag hangpalettáját.”

## Felvételek és kiadás
A dalt 1965. október 20-án, négy nappal a Day Tripper után vették fel a londoni Abbey Road Studios 2. stúdiójában; 29-én a rájátszások is elkészültek. Összesen majdnem tizenegy órát dolgoztak a dalon, ami az addigi leghosszabb munkájuk volt egyetlen dalon.
Amikor arra került sor, hogy eldöntsék, melyik dal kerüljön az A-oldalra, Lennon a végsőkig kiállt a Day Tripper mellett, nem érdekelte, hogy a We Can Work It Out sokkal eladhatóbb. Ennek következtében a kislemezt úgy reklámozták, hogy „két A-oldala van”. A rádiók sugárzási adatai és a lemezvásárlók előjegyzései alapján a We Can Work It Out bizonyult népszerűbbnek, az Atlanti-óceán mindkét oldalán listavezető lett. Az Egyesült Királyságban ez lett a legjobban fogyó kislemezük a Can’t Buy Me Love óta (amit szintén McCartney énekelt).

## Feldolgozások
- A Deep Purple 1969-es The Book of Taliesyn című albumán.
- Stevie Wonder 1970-es Signed, Sealed, and Delivered című albumán. A dalt 1971-ben kislemezen is kiadta.
- A Tesla nevű amerikai rockzenekar 1990-es Five Man Acoustical Jam című albumán.
- Heather Nova feldolgozása a 2001-ben bemutatott Nevem Sam című filmben hangzott el.
- 1991-ben az MTV Unplugged című műsorban Paul McCartney eljátszotta a dal akusztikus változatát, ami az Unplugged (The Official Bootleg) című albumán is hallható.

## Közreműködők
- Paul McCartney – ének, basszusgitár
- John Lennon – vokál, akusztikus ritmusgitár, harmónium
- George Harrison – vokál
- Ringo Starr – dob, ütőhangszerek, csörgődob

### Produkció
- Norman Smith – hangmérnök
- George Martin – producer